# Porcellio expansus
Porcellio expansus är en kräftdjursart som beskrevs av Dollfus 1892. Porcellio expansus ingår i släktet Porcellio och familjen Porcellionidae. Inga underarter finns listade i Catalogue of Life.